# Ледовый стадион (Киев)
Ледовый стадион в Киеве — спортивный комплекс под открытым небом с ледовыми дорожками, построенный в 1975 году. Находится по адресу — проспект Академика Глушкова, 9. Напротив расположен Центральный ипподром Украины, неподалёку — Национальный Экспоцентр Украины (ВДНХ), жилой массив Теремки.

## Функционирование
Ледовые дорожки функционируют в холодное время года — при минусовой температуре воздуха.

На ледовом стадионе тренируются спортсмены-конькобежцы из федерации конькобежного спорта Украины и проводят время киевляне — любители катания на коньках.
В советские времена на ледовом стадионе проводились соревнования по конькобежному спорту всесоюзного уровня.
Соревнования в наше время (январь 2016 года): открытый чемпионат Киевской области по конькобежному спорту.

## Недостроенная Крытая спортивная арена

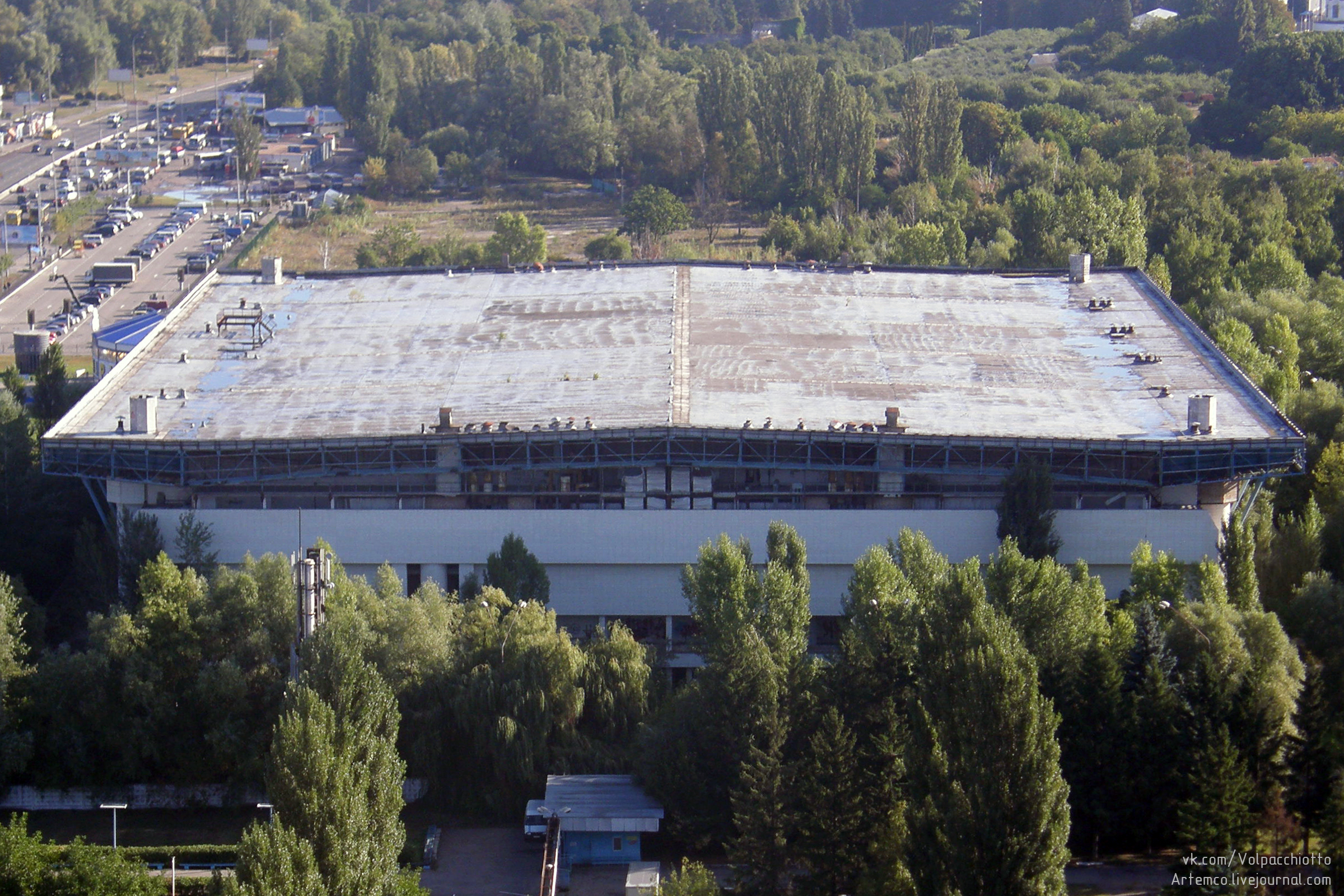
недостроенный стадион

Рядом с ледовым стадионом находится грандиозное недостроенное сооружение Крытой спортивной арены, строительство которой началось в 1978 году. Крытая арена (120 х 75 метров) предназначалась, в первую очередь, для тренировок и соревнований по хоккею, планировалась в комплексе с ледовым стадионом. Но проектировалась многофункциональной — кроме хоккея, также для соревнований по гимнастике, фехтованию, тяжёлой атлетике, стрельбе из лука.
В целом, с самого начала строительство крытой арены не отличалось нормальными темпами, а в 1986 году вообще значительно замедлилось. Это было связано с перенаправлением бюджетных средств на ликвидацию последствий аварии на Чернобыльской АЭС. В середине 1990-х годов строительство крытой арены остановилось. В начале 2000-х годов Киевсоветом осуществлялись определённые организационные и коммерческие действия, но судьба долгостроя остаётся под вопросом.
8 октября 2015 года Киевсовет дал согласие на продление срока завершения строительства Крытой спортивной арены на проспекте Академика Глушкова, 9 ещё на 5 лет — до 2020 года.